# Мутулово
Мутулово или Мотилово (грч. Μεταξοχώρι, Метаксохори) је насељено место у општини Кукуш у периферији Средишња Македонија, Грчка. Према попису из 2021. године био је 101 становник.
Према бугарском географу и историчару, Василу Канчову, у Мутулову је 1900. године живело 850 Словена хришћана. Током Другог балканског рата село је разорила грчка војска, док је велики део словенског становништва протеран (око 30 породица у Струмици а остали у Бугарској). Године 1924. преостало словеснко становништво је принудно исељено у Бугарску (77 особа) а на њихово место су насељене грчке избегличке породице из Турске, касније и каракачанске породице. На попису из 1928. године Мутулово је имало 247 становника.